# 福岡市立玄界小中学校
福岡市立玄界小中学校（ふくおかしりつげんかいしょうちゅうがっこう）は、福岡県福岡市西区玄界島にある公立の小学校・中学校である。

## 校勢・特徴
学級数および児童・生徒数（2025年6月1日現在）
- 小学校 - 単式学級4学級、児童数5人
- 中学校 - 単式学級2学級、生徒数4人

玄界島の南東部の集落よりやや北側の場所に位置する。玄界島全域（西区大字玄界島）を校区とするへき地小規模校（2級）で、2009年度より同一敷地内に小学校・中学校を有する小中併設校となり、学校行事などの多くを小中合同で実施している。

## 沿革
かつては小学校と中学校は別々の場所に位置しており、小学校は現在の小中学校の場所に、中学校は島の東部に位置していた。2005年3月20日に発生した福岡県西方沖地震により小中学校とも被災し、その後、小・中学校とも旧小学校敷地に新築した新校舎に移転し小中学校併設校として開校した。
- 1881年（明治14年） - 分校として制定
- 1882年（明治15年） - 松田氏宅に校舎設立
- 1885年（明治18年） - 玄界18番に新校舎改築
- 1886年（明治19年） - 玄界小学校簡易科と改称
- 1891年（明治24年） - 玄界小学校と改称
- 1928年（昭和03年） - 玄界尋常小学校と改称
- 1941年（昭和16年） - 玄界国民学校と改称
- 1947年（昭和22年） - 学制改革により北崎村立玄界小学校と改称。北崎村立北崎中学校玄界分校開校。
- 1961年（昭和36年） - 北崎村が福岡市に編入合併したことにより福岡市立となり、福岡市立玄界小学校、福岡市立北崎中学校玄界分校と改称
- 1966年（昭和41年） - 北崎中学校から分離し、福岡市立玄界中学校として開校
- 2005年（平成17年）3月20日 - 福岡県西方沖地震により小中学校とも被災。小学校は平尾小学校・簀子小学校内で、中学校は警固中学校・舞鶴中学校で授業を実施。
- 2007年（平成19年） - 当年度より玄界島での授業を再開（中学校は従前の校舎を復旧、小学校は中学校の運動場にプレハブ教室を設置）
- 2009年（平成21年）6月1日 - 現在地へ新築移転。小中学校併設